# Castel Lagopesole
Castel Lagopesole is een plaats (frazione) in de Italiaanse gemeente Avigliano.